# Bezirk Bruneck
Der Bezirk Bruneck (auch: Brunecken) war ein Politischer Bezirk in der Gefürsteten Grafschaft Tirol. Der Bezirk umfasste Gebiete im östlichen Südtirol. Sitz der Bezirkshauptmannschaft war die Gemeinde Bruneck. Das Gebiet wurde nach dem Ersten Weltkrieg Italien zugeschlagen.

## Geschichte
Die modernen, politischen Bezirke der Habsburgermonarchie wurden 1868 im Zuge der Trennung der politischen von der judikativen Verwaltung geschaffen.
Der Bezirk Bruneck wurde dabei 1868 aus den vier Gerichtsbezirken Bruneck, Enneberg, Taufers und Welsberg gebildet. Im Bezirk Bruneck lebten 1869 35.223 Personen, wobei der Bezirk 5.323 Häuser beherbergte und 31,88 Quadratmeilen umfasste.
Der Bezirk Bruneck umfasste 1910 eine Fläche von 1837,59 km² und beherbergte eine Bevölkerung von 36.354 Personen, davon hatten 29.481 Deutsch, 5.594 Italienisch oder Ladinisch und 1.279 eine andere Sprache als Umgangssprache angegeben oder waren Staatsfremde. Der Bezirk bestand 1910 aus vier Gerichtsbezirken mit 57 Gemeinden.
Im frühen 19. Jahrhundert fungierte Paul von Sternbach für den Brunecker Bezirk als Landesausschussmitglied und von 1902 bis 1918 als Abgeordneter im Tiroler Landtag. 
Durch die Grenzbestimmungen des am 10. September 1919 abgeschlossenen Vertrages von Saint-Germain wurde der Bezirk Bruneck zur Gänze Italien zugeschlagen.

## Gemeinden
Der Bezirk Bruneck umfasste Ende Oktober 1916 die 57 Gemeinden Campill (Longarü), Corvara, Dietenheim-Luns, Ehrenburg, Ellen, Enneberg (Mareo), Gais, Getzenberg, Greinwalden, Issing, Kematen, Kiens, Hofern, St. Sigmund, Collfuschg (Colfosc), Lappach, Luttach, Monthal, Mühlbach, Mühlen, Mühlwald, Niederdorf, Niederrasen, Oberrasen, Obervintl,
Olang, Onach, Percha, Pfalzen, Pichl, Prags, Prettau, Rain, Reischach, Sand, St. Georgen, Sankt Jakob in Ahrn, Sankt Johann in Ahrn, St. Lorenzen, Sankt Peter in Ahrn, St. Magdalena in Gsies, St. Martin in Gsies, St. Martin in Thurn (San Martin), Terenten, Pichlern, Tesselberg, Toblach, Uttenheim, Taisten, Welsberg, Welschellen (Rina) und Wengen (La Val).